# Hipparchia tristis
Hipparchia tristis är en fjärilsart som beskrevs av Hans Daniel Johan Wallengren 1913. Hipparchia tristis ingår i släktet Hipparchia och familjen praktfjärilar. Inga underarter finns listade i Catalogue of Life.